# 압하지야의 대통령
압하지야의 대통령(압하스어: Аԥсны Аҳәынҭқарра Ахада)은 일부 국가로부터 인정된 압하지야 공화국, 즉 법적으로 조지아의 일부인 사실상의 국가원수이다. 이 직위는 1994년에 만들어졌다. 대통령직이 만들어지기 전인 1992년부터 1994년 헌법 제정까지 국가 원수 직위는 의회 의장으로 알려졌다. 의회 의장직 이전에 압하지야의 최고 직위는 최고 소비에트 의장이었다. 이 직위는 1990년 8월 25일 조지아 소비에트 사회주의 공화국의 주권 선언부터 1992년 7월 23일 완전한 독립 선언까지 지속되었다. 현재 대통령은 2025년 4월 2일에 취임한 바드라 군바다.